# Sebevražedný oddíl (film, 2016)
Sebevražedný oddíl (v anglickém originále Suicide Squad) je americký akční film z roku 2016 režiséra a scenáristy Davida Ayera, natočený na motivy komiksů z vydavatelství DC Comics o stejnojmenném antihrdinském týmu padouchů, kteří jsou najati na tajnou misi, aby zachránili svět. V hlavních rolích se představili Will Smith, Jared Leto, Margot Robbie, Joel Kinnaman, Viola Davis, Jai Courtney, Jay Hernandez, Adewale Akinnuoye-Agbaje, Ike Barinholtz a Scott Eastwood. Jedná se o třetí snímek filmové série DC Extended Universe. V roce 2021 byl do kin uveden filmový sequel Sebevražedný oddíl.
Film měl slavnostní premiéru v New Yorku 1. srpna 2016, do amerických kin byl uveden 5. srpna toho roku. V České republice byl promítán od 4. srpna 2016.

## Příběh
Po Supermanově smrti se Amanda Wallerová, vedoucí důstojnice tajné agentury A.R.G.U.S., rozhodne zřídit zvláštní Údernou jednotku X, která by měla být k dispozici pro vysoce rizikové akce. Této jednotce, přezdívané Sebevražedný oddíl, velí plukovník Rick Flag a je sestavena z velmi nebezpečných vězněných kriminálníků: elitního nájemného zabijáka Deadshota, šílené bývalé psychiatričky Harley Quinn, bývalého gangstera El Diabla s pyrokinetickými schopnostmi, oportunistického zloděje Kapitána Bumeranga, geneticky zmutovaného Killer Croca a specializovaného vraha Slipknota. Dalším členem jednotky měla být Flagova přítelkyně archeoložka June Mooneová, jejíž tělo ovládla Enchantress, pradávná bytost z jiné dimenze s božskými schopnostmi. Ta však Wallerovou brzy zradí a má v plánu pomocí mystické zbraně vyhladit lidstvo za to, že ji uvěznilo. Obsadí Midway City, jehož obyvatele s pomocí svého bratra Incuba přemění v monstra. Wallerová proto povolá Sebevražedný oddíl, který má za cíl dorazit do Midway City a zachránit odtud velmi významnou osobu. Za odměnu jim mají být sníženy tresty.

## Obsazení

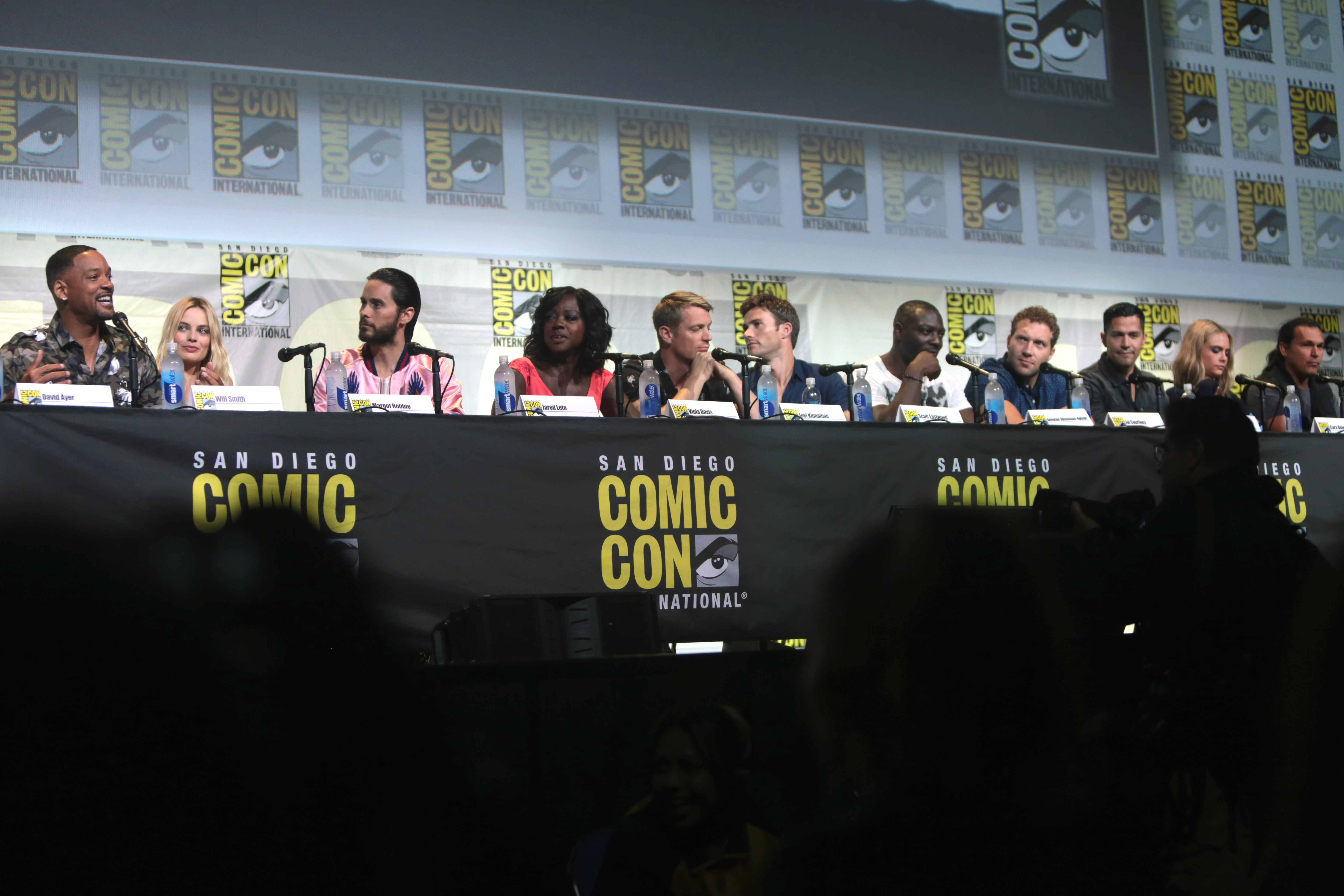
Herci na Comic-Conu v San Diegu v roce 2016: Zleva: Will Smith, Margot Robbie, Jared Leto, Viola Davis, Joel Kinnaman, Scott Eastwood, Adewale Akinnuoye-Agbaje, Jai Courtney, Jay Hernandez, Cara Delevingne a Adam Beach

- Will Smith (český dabing: Pavel Vondra) jako Floyd Lawton / Deadshot
- Jared Leto (český dabing: Pavel Tesař) jako Joker
- Margot Robbie (český dabing: Martina Šťastná) jako Harleen Quinzelová / Harley Quinn
- Joel Kinnaman (český dabing: Filip Švarc) jako plukovník Rick Flag
- Viola Davis (český dabing: Irena Hrubá) jako Amanda Wallerová
- Jai Courtney (český dabing: Marek Libert) jako George „Digger“ Harkness / Kapitán Bumerang (v originále Captain Boomerang)
- Jay Hernandez (český dabing: Jiří Krejčí) jako Chato Santana / El Diablo
- Adewale Akinnuoye-Agbaje (český dabing: Tomáš Borůvka) jako Waylon Jones / Killer Croc
- Cara Delevingne (český dabing: Terezie Taberyová) jako June Mooneová / Enchantress
- Ike Barinholtz (český dabing: Svatopluk Schuller) jako Griggs
- Scott Eastwood (český dabing: Michal Holán) jako GQ Edwards
- Adam Beach (český dabing: Ludvík Král) jako Christopher Weiss / Slipknot
- Common (český dabing: Petr Gelnar) jako Monster T
- Karen Fukuhara (český dabing: Milada Vaňkátová) jako Tacu Jamaširová / Katana
- David Harbour (český dabing: Roman Hájek) jako Dexter Tolliver
- Jim Parrack (český dabing: ?) jako Jonny Frost
- Alex Meraz (český dabing: ?) jako Gomez
- Corina Calderon (český dabing: Kateřina Petrová) jako Grace Santanová

V cameo rolích se ve filmu objevili také Ben Affleck (Bruce Wayne / Batman) a Ezra Miller (Barry Allen / Flash).

## Produkce

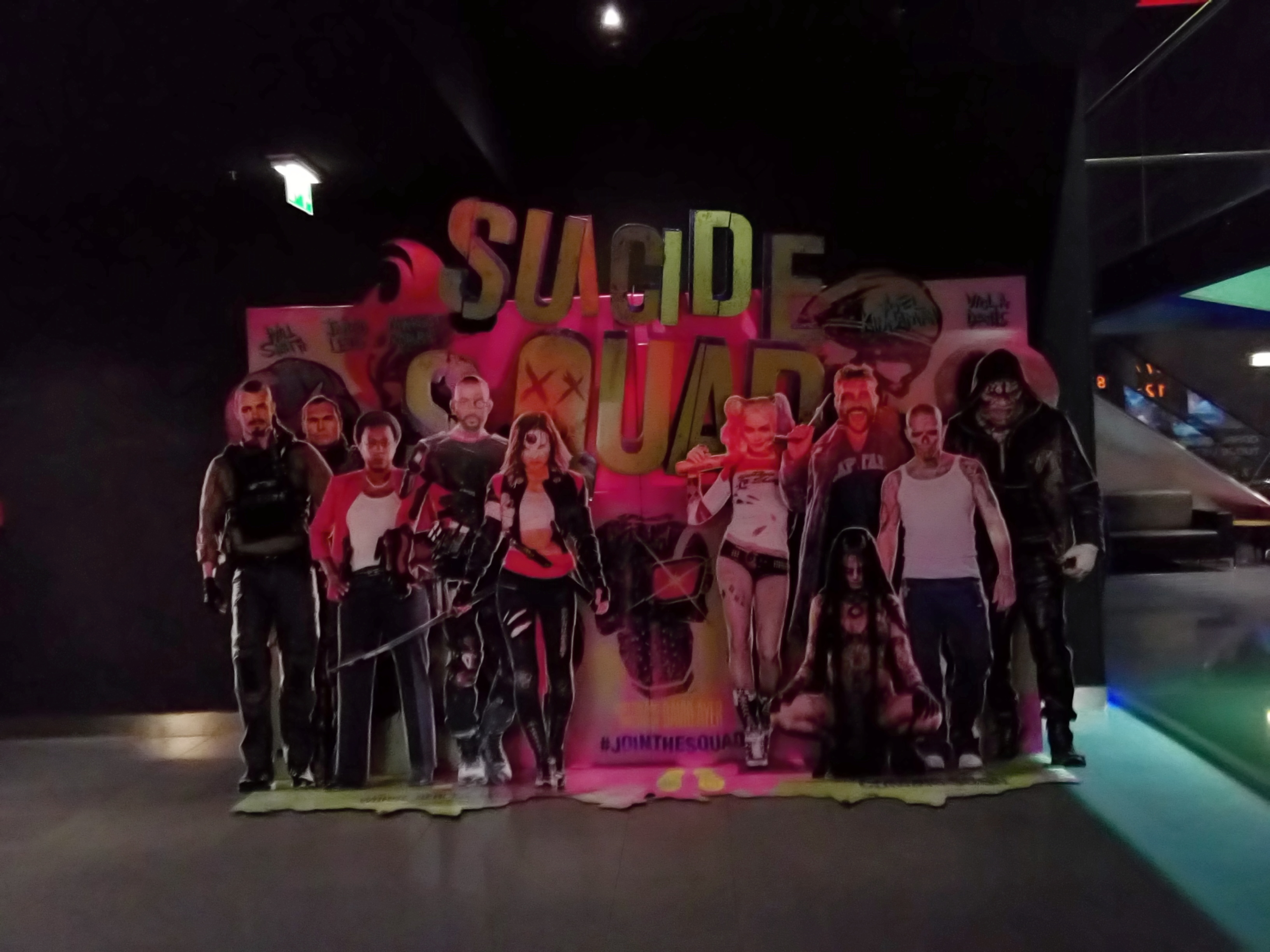
Reklamní panel s postavami ze Sebevražedného oddílu

Film byl oznámen v roce 2009, producentem měl být Dan Lin, scenáristou Justin Marks. Smlouvu k režírování snímku a napsání jeho scénáře podepsal David Ayer v září 2014.
V říjnu 2014 nabídlo studio Warner Bros. role Ryanu Goslingovi, Tomu Hardymu, Margot Robbie a Willu Smithovi. Server TheWrap v listopadu uvedl, že pro roli Jokera, kterou měl původně ztvárnit Gosling, je nyní zvažován Jared Leto. Obsazení hlavních rolí (Smith, Hardy, Leto, Robbie, Jai Courtney, Cara Delevingne) bylo oznámeno v prosinci 2014. Pro postavu Amandy Wallerové studio zvažovalo Violu Davis, Octaviu Spencer a Oprah Winfrey.
Tom Hardy se však zanedlouho role Ricka Flaga vzdal, protože plánovaná produkce snímku kolidovala s natáčením filmu Revenant Zmrtvýchvstání. Role tak byla nabídnuta Jakeu Gyllenhaalovi, ten ji odmítl. Studio poté zvažovalo Joela Edgertona, Jona Bernthala a Joela Kinnamana. V únoru 2015 byl obsazen Jay Hernandez a Kinnaman byl potvrzen do role Flaga. Na 87. předávání Oscarů Viola Davis potvrdila, že si ve filmu zahraje Amandu Wallerovou. V březnu 2015 prozradil Scott Eastwood, že byl rovněž obsazen do připravovaného filmu. Role Killer Croca a Katany téhož měsíce získali Adewale Akinnuoye-Agbaje a Karen Fukuhara. Během dubna 2015 byli obsazeni Adam Beach, Ike Barinholtz a Jim Parrack.
Natáčení bylo zahájeno 13. dubna 2015 v Torontu a skončilo v srpnu 2015. Rozpočet snímku činil 175 milionů dolarů.

## Přijetí

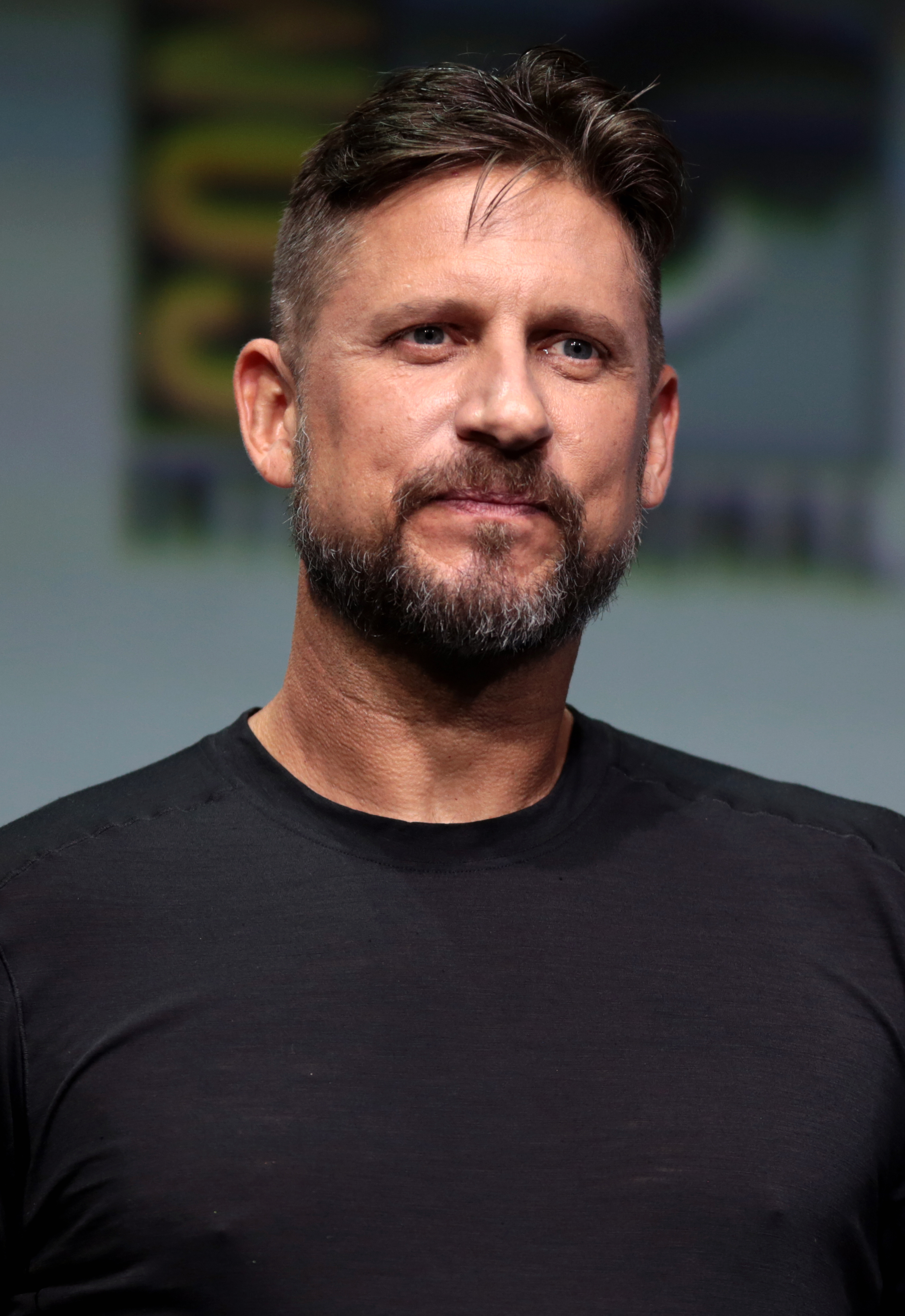
David Ayer, režisér filmu, na Comic-conu v roce 2017

### Tržby
Za úvodní víkend utržil film ve 4255 severoamerických kinech 133,7 milionů dolarů. Celkové tržby ze Severní Ameriky dosáhly částky 325 100 054 dolarů, ze zbytku světa potom 420 500 000 dolarů. Celosvětově tedy Sebevražedný oddíl utržil 745 600 054 dolarů.
V České republice byl film uveden ve 102 kinech distribuční společností Freeman Entertainment. Za první promítací víkend zhlédlo film 81 166 diváků, kteří v pokladnách kin nechali kolem 13,3 milionů korun. Celkem film v ČR utržil 39,3 milionů korun při celkovém počtu 267 565 diváků.

### Filmová kritika
Server Kinobox.cz na základě vyhodnocení 18 recenzí z českých internetových stránek ohodnotil film Sebevražedný oddíl 70 %. Server Rotten Tomatoes udělil snímku 26 % na základě 301 recenzí (z toho 77 jich bylo spokojených). Od serveru Metacritic získal film, podle 53 recenzí, celkem 40 ze 100 bodů.

### Ocenění
Film Sebevražedný oddíl získal Oscara v kategorii Nejlepší masky.